# Chloridolum thoracicum
Chloridolum thoracicum là một loài bọ cánh cứng trong họ Cerambycidae.